# Scarus iseri
Scarus iseri là một loài cá biển thuộc chi Scarus trong họ Cá mó. Loài này được mô tả lần đầu tiên vào năm 1789.

## Từ nguyên
Từ định danh của loài được đặt theo tên của Paul Erdmann Isert, nhà thực vật học người Đức, người đã cung cấp mẫu gốc.

## Phạm vi phân bố và môi trường sống
S. iseri có phạm vi trải dài từ bờ biển phía nam bang Florida (Hoa Kỳ) và Bermuda đến khắp vùng biển Caribe (không xuất hiện ở phần lớn vịnh México), bao gồm toàn bộ Antilles, giới hạn ở phía nam đến Venezuela.
Môi trường sống của S. iseri là các rạn san hô viền bờ và trong những thảm cỏ biển của chi Thalassia, độ sâu khoảng từ 3 đến 30 m.

## Mô tả
S. iseri có chiều dài cơ thể tối đa được biết đến là 35 cm. Cá đực trưởng thành có màu xanh lam xám, trắng dần về phía bụng; vảy trên thân có viền màu hồng. Có một vệt sọc màu tía viền xanh lam sáng trên mõm, băng qua mắt và kéo dài đến nắp mang. Sau gốc vây ngực thường có dải màu vàng hoặc đỏ. Vây lưng và vây hậu môn cùng hai thùy đuôi có dải viền xanh óng, có các vệt sọc hồng. Cá cái, cá đực đang lớn và cá con màu nâu. Thân có các dải sọc ngang màu trắng. Mõm có màu vàng.
Số gai vây lưng: 9; Số tia vây ở vây lưng: 10; Số gai vây hậu môn: 3; Số tia vây ở vây hậu môn: 9; Số tia vây ở vây ngực: 11–12.

## Sinh thái học
Thức ăn của S. iseri chủ yếu là tảo. S. iseri là một loài lưỡng tính tiền nữ, tức cá đực là từ cá cái chuyển đổi giới tính mà thành. Cá đực trưởng thành giao phối riêng lẻ với từng con cá cái, còn cá đực đang lớn sinh sản theo một nhóm lớn.
S. iseri thường sống thành đàn. Cá đực có thể sống theo chế độ hậu cung, gồm nhiều con cái cùng sống trong lãnh thổ của nó.

## Thương mại
S. iseri được nhắm mục tiêu đánh bắt trong ngành thủy sản thương mại, cũng như khai thác thủ công.